# Robert Waring Stoddard
Robert Waring Stoddard (1906–1984) foi presidente da Wyman-Gordon, uma grande empresa industrial, e um dos fundadores da sociedade anticomunista John Birch Society.